# 托登比特尔
托登比特尔是德国石勒苏益格－荷尔斯泰因州的一个市镇。总面积11.78平方公里，总人口1063人，其中男性545人，女性518人（2011年12月31日），人口密度90人/平方公里。